# エアロセレクション

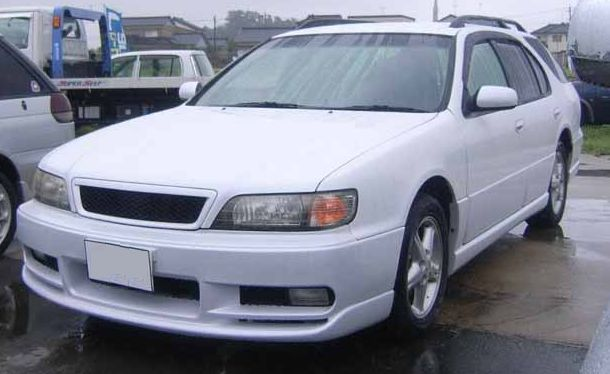
セフィーロワゴン　エアロセレクション

エアロセレクション（AERO SELECTION）とは、1996年～1998年頃に販売されたA32型日産セフィーロやセフィーロワゴン、N15型パルサーセリエS-RVやルキノS-RVをベースに日産グループであるオーテックジャパンが内外装を架装した仕様の呼称である。
後者には類似仕様として同じオーテックジャパン扱いの「AERO SPORTS」も存在した（ティーノの前期モデルやP11型プリメーラ・プリメーラカミノのワゴン、パルサーセリエS-RVやルキノS-RVに設定された）。全車持ち込み登録となっていたものの、ベース車両同様に販売は各日産ディーラーで行われ、もちろんメーカー保証もついた。
また、同様の仕様として他に「AERO EXPRESS」も存在し（アベニールサリュー、プレーリージョイ、ウイングロードに設定）、こちらも同様にメーカー保証が付いた。
尚、エアロセレクションという呼称はこれらのモデル以外では1996年に特別仕様車として発売された「プリメーラ・エアロセレクション」と2002年に登場する「ステージア・エアロセレクション」においても使用されている。